# Victor Atiyeh
Victor George Atiyeh, född 20 februari 1923 i Portland, Oregon, död 20 juli 2014 i Portland, Oregon, var en amerikansk republikansk politiker. Han var Oregons guvernör 1979–1987.
Atiyeh, som var av syrisk härstamning, studerade vid University of Oregon och satt i Oregons senat 1965–1978.
Atiyeh efterträdde 1979 Robert W. Straub som guvernör och efterträddes 1987 av Neil Goldschmidt.